# Antje Zynga

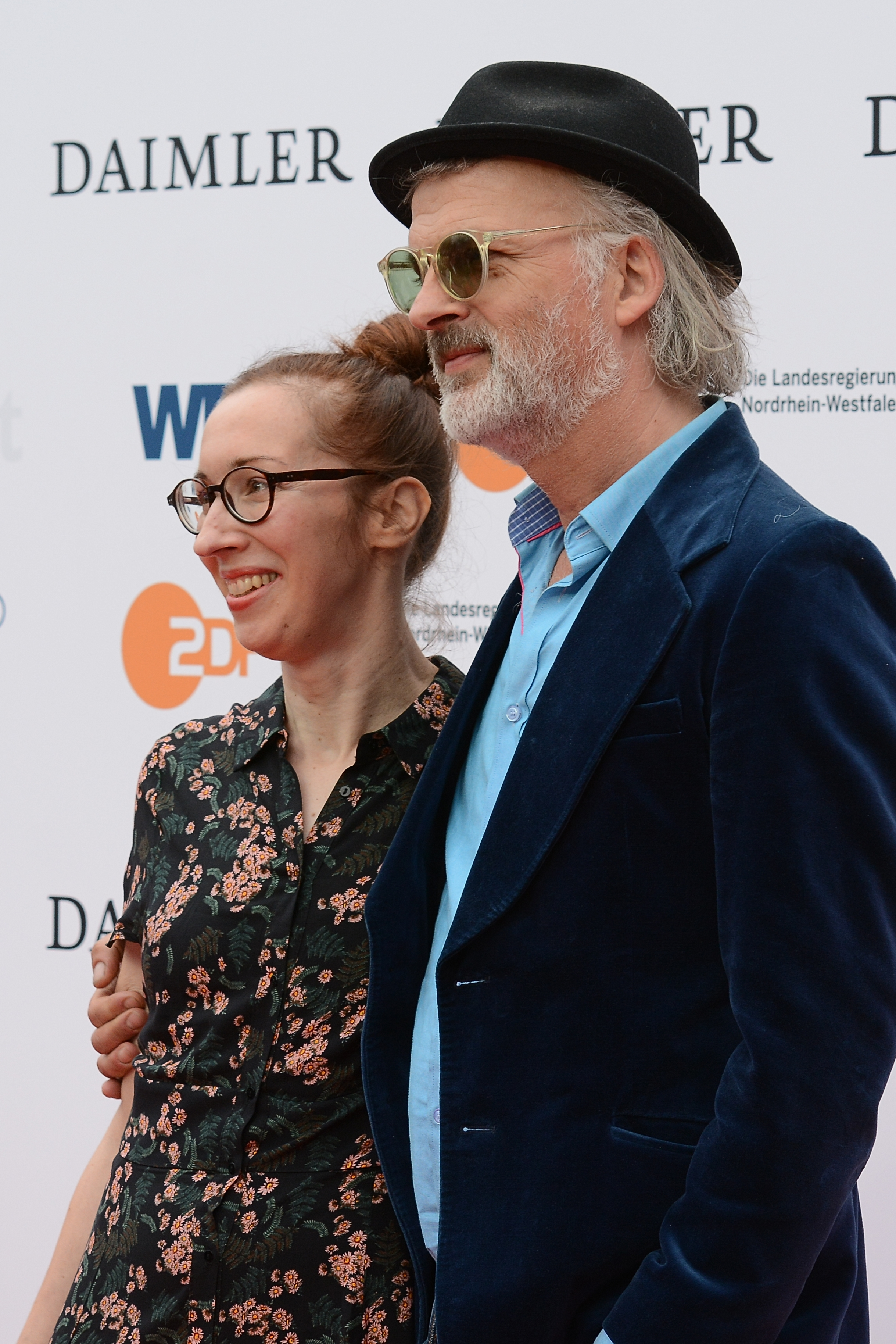
Antje Zynga mit Nikko Weidemann bei der Verleihung des Grimme-Preises 2018

Antje Zynga (* 1971 in Berlin) ist eine deutsche Filmeditorin.

## Leben
Antje Zynga absolvierte ein Studium an der Freien Universität Berlin (Theater-, Film- und Fernsehwissenschaften) und der Filmuniversität Babelsberg Konrad Wolf (Montage) und ist seit Mitte der 1990er Jahre im Bereich Schnitt tätig, die ersten Jahre noch als Assistentin. Seit 2003 war sie als eigenständige Editorin an mehr als zwei Dutzend Produktionen für Film und Fernsehen beteiligt.
Sie ist Mitglied im Bundesverband Filmschnitt Editor (BFS) und der Deutschen Filmakademie.

## Filmografie (Auswahl)
- 2003: Fremder Freund
- 2003: Good Bye, Lenin! (uncred.)
- 2004: Was nützt die Liebe in Gedanken
- 2004: Kleinruppin forever
- 2005: Im Schwitzkasten
- 2006: Der die Tollkirsche ausgräbt
- 2006: Blond: Eva Blond! – Epsteins Erbe
- 2007: Liebesleben
- 2007: Unter Verdacht: Das Geld anderer Leute
- 2008: Nicht von diesem Stern (Up! Up! To The Sky)
- 2009: Tannöd
- 2009: Unter Verdacht: Der schmale Grat
- ab 2010: Polizeiruf 110 (Fernsehreihe)
  - 2010: Schweineleben
  - 2010: Einer von uns
  - 2011: …und raus bist du!
  - 2012:  Stillschweigen
  - 2014:  Familiensache
  - 2015: Sturm im Kopf
  - 2015: Wendemanöver (Doppelfolge)
  - 2015: Angst heiligt die Mittel
  - 2022: Keiner von uns
- 2011: 4 Tage im Mai
- 2012: Tatort: Borowski und der freie Fall
- 2013: Nach all den Jahren
- 2014: Posthumous
- 2015: Das Gewinnerlos
- 2016: Tatort: Wir – Ihr – Sie
- 2017–2020: Babylon Berlin (Fernsehserie)
- 2018: Krieg der Träume (Doku-Serie)
- 2020: Home
- 2024: Ein Mann seiner Klasse (Fernsehfilm)
- 2025: Islands